# Meiacanthus kamoharai
Meiacanthus kamoharai là một loài cá biển thuộc chi Meiacanthus trong họ Cá mào gà. Loài này được mô tả lần đầu tiên vào năm 1956.

## Từ nguyên
Từ định danh kamoharai được đặt theo tên của Toshiji Kamohara (1901–1972), nhà ngư học từng làm việc tại Đại học Kochi, người mà tác giả Tomiyama đã mang ơn trong suốt hơn 20 năm nghiên cứu ngư học.

## Phân bố
M. kamoharai là loài đặc hữu của vùng biển phía nam Nhật Bản và cả quần đảo Ryukyu, được tìm thấy ở độ sâu đến ít nhất là 30 m.

## Mô tả
Tổng chiều dài lớn nhất được ghi nhận ở M. kamoharai là 6 cm. Cá đực có tia vây đuôi và tia vây bụng dài hơn cá cái. Trong mùa sinh sản, cá đực thể hiện hai loại màu sắc, "đen thẫm" và "trắng toát", tương ứng được quan sát thấy trong quá trình cạnh tranh giữa hai con đực và sự gia tăng động dục.

## Sinh thái
Cá đực là loài đa thê, nhưng độc quyền chăm sóc trứng của nhiều lứa trong tổ. Màn tán tỉnh của cá cái đối với cá đực diễn ra thường xuyên vào tháng 6 và tháng 7, trong khi cá đực tán tỉnh cá cái mạnh nhất là vào tháng 8.
Trứng của M. kamoharai có chất kết dính, được gắn vào chất nền thông qua một tấm đế dính dạng sợi. Cá bột là dạng phiêu sinh vật, thường được tìm thấy ở vùng nước nông ven bờ. Cá trưởng thành ăn tảo và động vật phù du.
Các loài Meiacanthus đều có tuyến nọc độc trong răng nanh. Do đó, chúng là hình mẫu để nhiều loài khác bắt chước theo, gọi là bắt chước kiểu Bates (loài không độc bắt chước kiểu hình, hành vi của một loài có độc). M. kamoharai được bắt chước bởi cá mào gà Petroscirtes breviceps.